# Yang Ying (1977)
Yang Ying (Xuzhou, 13 juli 1977) is een Chinees professioneel tafeltennisster. Ze werd in 1997 wereldkampioen dubbelspel aan de zijde van Deng Yaping en won vier jaar later ook de wereldtitel in het gemengd dubbel, samen met Qin Zhijian. De Chinese moet niet worden verward met haar exacte naamgenote Yang Ying, die in 1977 samen met de Noord-Koreaanse tafeltennisster Pak Yong-ok eveneens wereldkampioen dubbelspel werd.

## Sportieve loopbaan
De rechtshandige Ying won in totaal vier wereldtitels. Behalve de twee in individuele toernooien, won ze zowel in Manchester 1997 als in Osaka 2001 het toernooi voor landenploegen met het Chinese team. Ze miste kansen op nog twee WK-titels. Na haar dubbelspelzege met Yaping in 1997, bereikte ze in dezelfde discipline samen met Sun Jin zowel in Eindhoven 1999 als in Osaka 2001 opnieuw de finale. Beide keren legde het Chinese duo het in de finale af tegen landgenoten Wang Nan en Li Ju. Wel won Ying in 1995 al de WTC-World Team Cup met de Chinese ploeg.
Ying was van 1996 tot en met 2001 actief op de ITTF Pro Tour, waar ze met name succes had in het dubbelspel. Opnieuw leverden samenwerkingen met Yaping en Jin haar de grootste successen op. Met de eerstgenoemde won Ying in 1996 op de eerste editie van de ITTF Pro Tour Grand Finals de dubbeltitel door in de finale Park Hae-jung en Ryu Ji-hae te kloppen. Vervolgens haalde ze zowel in 1999 als 2000 samen met Jin opnieuw de eindstrijd van de Grand Finals in het dubbelspel. Hoewel het duo in haar eerste finale genoegen moest nemen met zilver, achter wederom het koppel Nan/Ju, won het twee jaar later wel de eindstrijd van de Japansen Mayu Kawagoe en Akiko Takeda.
Naast in de verloren finales op het WK en de Grand Finals, moesten Ying en Jin in de eindstrijd van het dubbeltoernooi op de Olympische Zomerspelen 2000 eveneens opnemen tegen Nan/Ju. Ook ditmaal was het resultaat zilver.

## Erelijst
- Zilver in het vrouwendubbel op de Olympische Zomerspelen 2000 (samen met Sun Jin)
- Wereldkampioen dubbelspel 1997 (met Deng Yaping)
- Wereldkampioen gemengd dubbel 2001 (met Qin Zhijian)
- Winnares WK-landenteams 1997 en 2001
- Winnares WTC-World Team Cup 1995 (met China)
- Zilver in de World Cup enkelspel 1996
- Winnares Aziatisch kampioenschap gemengd dubbel 2000 (met Yan Sen)
- Winnares Aziatisch kampioenschap landentoernooi 2000
- Winnares Aziatische Spelen landentoernooi 1998

ITTF Pro Tour:
Enkelspel:
- Winnares Engeland Open 1996
- Winnares Australië Open 1998
- Winnares Libanon Open 1998

Dubbelspel:
- Winnares ITTF Pro Tour Grand Finals 1996 (met Deng Yaping) en 2000 (met Sun Jin)
- Winnares Engeland Open 1996 (met Wang Hui)
- Winnares Frankrijk Open 1996 (met Deng Yaping)
- Winnares Zweden Open 1996 (met Deng Yaping), 1999 (met Sun Jin) en 2001 (met Bai Yang)
- Winnares Australië Open 1997 (met Deng Yaping), 1998 (met Wun Na)
- Winnares China Open 1998 (met Wu Na) en 2000 (met Sun Jin)
- Winnares Libanon Open 1998 (met Wu Na)
- Winnares Italië Open 1998 (met Wu Na)
- Winnares Japan Open 1999 en 2000 (beide met Sun Jin)